# Da Polenta
Da Polenta (o Polentani) fue una familia güelfa italiana. Su nombre proviene del castillo de Polenta, cerca de Bertinoro, que los miembros de la familia ocuparon en base al derecho real. Los da Polenta tuvieron el señorío fundiario de Ravena desde 1275 hasta 1441, luego de haber sustituido a los Traversari, que habían jugado un papel preponderante en los siglos XII y XIII.

## Orígenes
La familia da Polenta estaba relacionada con Geremia o Geremei, Maffei di Verona, Buvatelli, Rambertini, Pritoni y otras familias que residían en Bolonia y Ravena. Los Geremei transmitieron su ascendencia a un antiguo duque germánico llamado Jeremías duque de Colonia, quien fundó la casa en Bolonia alrededor del año 715 bajo el reinado del emperador Teodosio III. Esto dio lugar a la creación de una leyenda según la cual los da Polenta también eran descendientes del mismo duque. De hecho, los da Polenta no descendían de un linaje germánico, sino que pertenecían a la población autóctona.

## Señores de Ravena

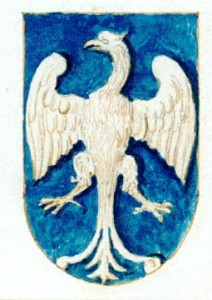
Escudo de da Polenta

Desde su castillo de Polenta, en la región de Forlimpopoli (los Polentani tenían extensas posesiones en estas áreas), la familia da Polenta se extendió a Ravena ya en el siglo XII. Durante el siglo XIII sus miembros se establecieron en la ciudad como arrendatarios de las iglesias de la ciudad y luego también como funcionarios (vizcondes) de los arzobispos. En ese momento la ciudad estaba gobernada por la familia gibelina de los Traversari. Los Polentani, en un principio aliados fieles y sumisos de aquellos, entraron, con oportunismo y astucia al mismo tiempo, en la vida política municipal de la época.
En la segunda mitad del siglo XIII, los da Polenta ascendieron como la principal familia güelfa de Ravena. Guido il Vecchio, hijo de Lamberto y jefe de los güelfos de la ciudad, en 1275 arrebató el cargo de podestà a los Traversari, obteniendo así el control de la ciudad. Como alcalde, Guido aumentó su poder hasta convertirse en 1287, en señor absoluto de Ravena. En 1297 Guido abdicó en favor de su hijo Lamberto I († 1316), que compartió el poder con su hermano Bernardino († 1313), que fue alcalde de Cervia desde 1297.
El creciente prestigio político de los da Polenta en la región se manifestó hacia finales del siglo XIII, lo cual llevó a que aumentaban los conflictos con Roma, representada por el arzobispo de Ravenna y el rector papal de Romaña. Otra fuente de irritaciones fue el hecho de que los da Polenta en ciudades como Módena (1287), Pistoia (1289), Milán (1290, 1300), Forlì (1294), Bolonia (1306, 1322), Cesena (1313) y finalmente Florencia (1313, 1322) recibieran el cargo de podestà y capitano del popolo (Forlì, Bolonia 1322, Florencia 1322).

### Guido II Novello
Cuando Lamberto I murió, el poder pasó a su sobrino Guido II Novello. Tras las represiones llevadas a cabo por sus predecesores, el gobierno de Guido II representó un período de tranquilidad para Ravena. Durante su gobierno, las cortes se reorganizaron y se hicieron esfuerzos para que la ciudad fuera económica y culturalmente competitiva con los centros vecinos de la región (Ferrara, Rimini, Padova, Verona). Guido fue considerado como un mecenas de la ciencia y la poesía y él mismo escribió poesía en lengua provenzal. Las principales iglesias y conventos fueron lujosamente renovados y decorados con obras de arte de artistas de renombre como Giotto di Bondone y Pietro da Rimini, y fuera de las murallas de la ciudad Santa María en Porto Fuori, en la ciudad de Santa Agata y San Giovanni Evangelista. También en estos años se realizó la construcción del primer monasterio franciscano en Ravena (probablemente construido antes de 1368). 

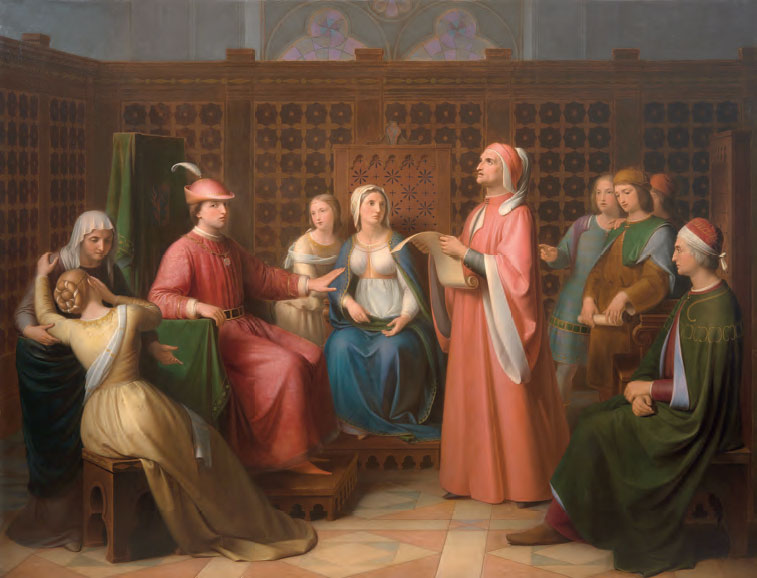
Andrea Pierini, Dante leyendo la Divina Comedia en la corte de Guido Novello, 1850, óleo, Palazzo Pitti - Galleria D'Arte Moderna, Florencia

#### Dante Alighieri
La llegada de Dante Alighieri (1318) y su estancia en Ravena hasta su muerte en 1321 acontecieron en gran medida durante el gobierno de Guido Novello. Los últimos tres años de la vida de aquel transcurrieron relativamente tranquilos, y durante ellos creó un círculo literario frecuentado por sus hijos Pietro y Jacopo y por algunos jóvenes literatos locales, incluidos Pieraccio Tedaldi y Giovanni Quirini. En nombre de Guido Novello realizó ocasionales embajadas políticas, como la que le condujo a Venecia. En ese momento, la ciudad lagunar estaba en conflicto con Guido Novello debido a los continuos ataques a sus barcos por parte de las galeras de Ravena. Eel dogo, enfurecido, se alió con Forlì para hacer la guerra a Guido Novello; este, sabiendo muy bien que no disponía de los medios necesarios para hacer frente a esta invasión, pidió a Dante que intercediera por él ante el senado veneciano. Los estudiosos se han preguntado por qué Guido Novello había pensado en el poeta de más de cincuenta años como su representante: algunos creen que Dante fue elegido para esa misión como amigo de los Ordelaffi, señores de Forlì, y por lo tanto capaz de encontrar más fácilmente un camino. para dirimir las diferencias.
Guido Novello fue 1322 elegido capitano del popolo en Bolonia y dejó el gobierno de Ravena a su hermano Rinaldo, que había sido nombrado arzobispo de Ravena en 1321, pero que fue asesinado ese mismo año por su primo Ostasio, que contó con el apoyo de Galeotto Malatesta. Después de intentos fallidos de recuperar Ravena, Guido murió en el exilio en Bolonia en 1330. En ese momento, Ravena tenía alrededor de 10.000 habitantes. A ello se sumaban los habitantes de más de cien pueblos del interior.

### Ostasio I

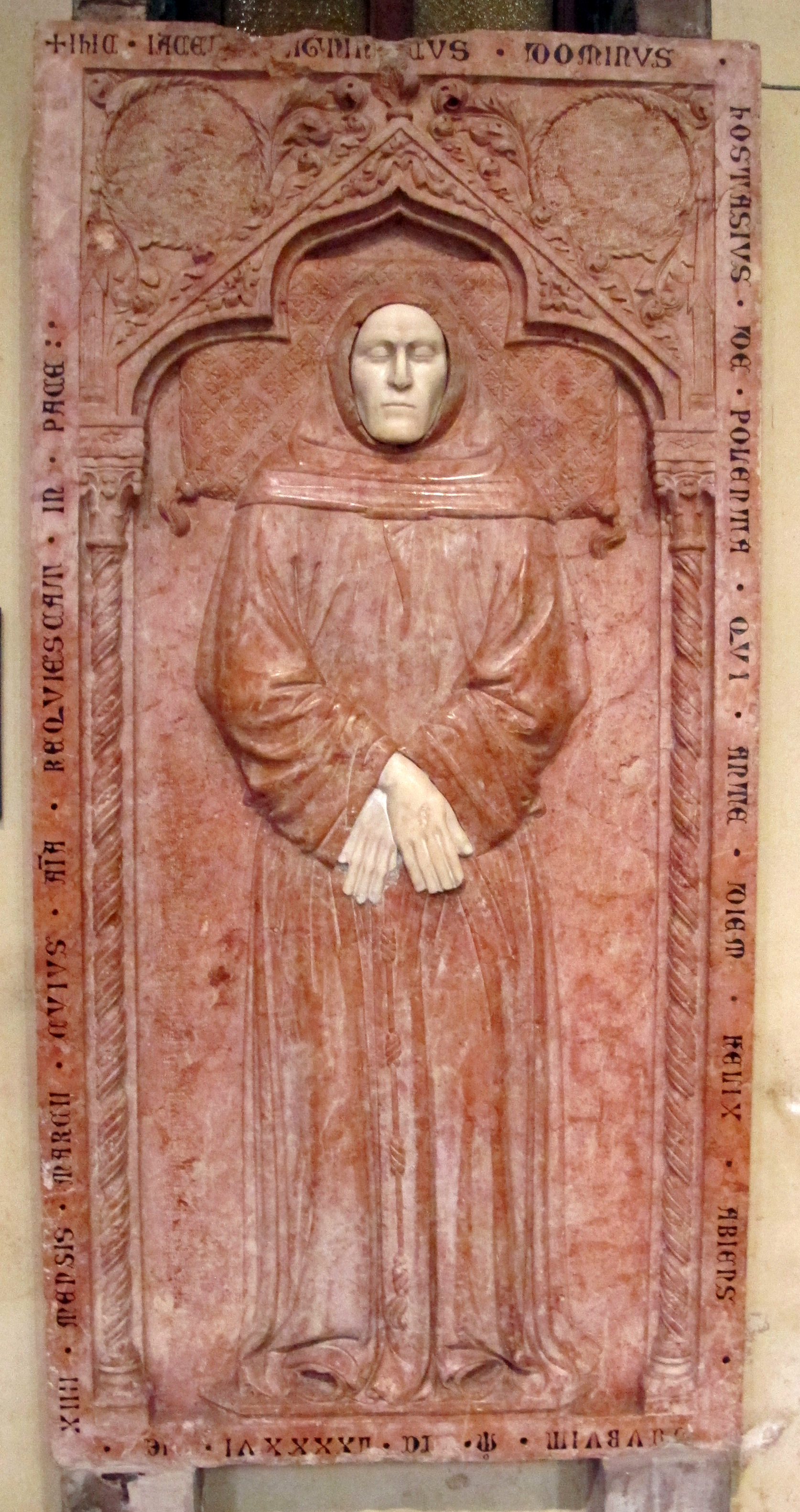
Lápida de Ostasio da Polenta en mármol rosa de Verona, en la iglesia de San Francesco en Ravenna

Ostasio I († 1346), además de Ravena, también tomó posesión de Cervia, con el asesinato de su tío Bannino y su hijo Guido (que tuvo lugar en 1326). Con acceso al poder, la historia familiar se volvió particularmente sangrienta y cruel, incluso para los estándares de las ciudades del norte de Italia de finales de la Edad Media. Ostasio I encarna el prototipo de déspota sin escrúpulos en muchos aspectos. En 1327 cambió los estatutos de Ravena a su favor nombrándose capitano del popolo por diez años y al mismo tiempo podestà. También asumió el control de los tribunales, supervisó el pago de impuestos y convocó el Gran Consejo (Maggior Consiglio) a su propia discreción. En el mismo año, 1327, fue nombrado vicario imperial para Ravena y Cervia por Luis IV de Baviera, y en 1329 reconoció la soberanía del papa. En términos de política comercial, Rávena volvió a caer bajo el dominio de Venecia durante su gobierno. A la ciudad no se le permitió participar en el comercio a larga distancia, y todos los bienes, incluso los cereales, debían ser comprados a la República de Venecia. 1334 Ostasio intervino en las disputas de la vecina Rímini y ayudó a Malatesta III  a alcanzar el poder absoluto. Destacado mecenas, acogió en su corte de Ravena a Giovanni Boccaccio en 1345-1346. Fue asesinado por su propio hijo, Bernardino, en 1347.

### Bernardino I
Aparentemente de un carácter similar, fue su hijo y sucesor Bernardino I, quien, para gobernar sin oposición, hizo morir de hambre a sus hermanos Lamberto II († 1347) y Pandolfo († 1347) en las prisiones de Cervia. Bernardino residió en un palacio ubicado en el sitio de lo que ahora es el Palazzo Comunale (construido en 1681). Su gobierno fue indiscutido y repetidamente confirmado por el Papa, pero fue considerado particularmente cruel.

### Guido Lucio III
Bernardino I fue sucedido por su hijo Guido Lucio III, que gobernó benignamente. Para su protección personal, contrató a una fuerza de mercenarios alemanes y luego a húngaros. Logró expandir significativamente su dominio alrededor de Ravena. Las nuevas incorporaciones fueron Fusignano (1359), Castiglione di Ravenna (1359), Lugo (1364), Cotignola (1364), Bagnacavallo (1364) y Cesenatico (1382). En 1377 también fue señor de Cesena por un corto tiempo.
Guido se casó en 1350 con Elisa de Este, hija de Obizzo III de Este, la cual tuvo trece hijos. La mayoría de las hijas se casaron con otros señores de Romaña y el norte de Italia: Leta (Lisa) (?-1402) + Astorre I Manfredi, Alda + Niccolò Casali, Beatrice + Alberico da Barbiano, Eletta + Francesco Gonzaga di Guido, Licinia (Sicinia) + Venanzio da Varano y Samaritana (?-1393) + Antonio della Scala.
Su gobierno estuvo marcado por numerosos conflictos armados con los potentados de la región (John Hawkwood, Ordelaffi, Manfredi, Malatesta, Da Carrara). No pudo conservar permanentemente los señoríos recién adquiridos y algunos de ellos se perdieron rápidamente. Su hijo Ostasio estuvo al servicio de los angevinos en 1382. Luchó en 1386 bajo las órdenes de su cuñado Antonio della Scala, señor de Verona, contra el señor de Padua, Francesco I da Carrara. En 1387, se le confió una milicia de 1.500 caballeros y, junto con Giovanni Ordelaffi, se enfrentó a la Compañía Blanca de Giovanni Acuto (John Hawkwood), que estaba al servicio de Carrara. La batalla de Castagnaro, en el área de Verona, fue decisiva, y Polenta, al frente de las tropas de Verona y Forlì, fue derrotado por los paduanos.
Las relaciones con Roma empeoraron rápidamente con el estallido de la Guerra de los Ocho Santos. Con el inicio del Cisma de Occidente, da Polenta apoyó al antipapa de Aviñón Clemente VII, rompiendo definitivamente con la curia romana. La adhesión a Avignon, sin embargo, tuvo graves consecuencias: el Papa Urbano VI concedió a Galeotto Malatesta el vicariato apostólico sobre Ravena y los demás dominios de Guido da Polenta, la guerra que siguió fue un claro éxito de los Malatesta, que entre 1382 y 1383 conquistaron casi todos los dominios de da Polenta, amenazando a la misma Ravena.
En la segunda mitad del siglo XIV, el ámbito económico y territorial del dominio de los Polenta se estrechó paulatinamente. Además de la presión política de los Estados Pontificios, Venecia estaba cada vez más presente en Romaña, controlando todo el tráfico marítimo en el Adriático y en los ríos. Venecia también se aseguró las lucrativas salinas de Cervia.

### Obizzo y la decadencia
Después de treinta años de señorío, Guido III fue encarcelado y dejado morir de hambre en 1389 por sus seis hijos Azzo († 1394), Ostasio II († 1396), Bernardino II († 1400), Pietro († 1404), Aldobrandino († 1406) y Obizzo († 1431), que al principio gobernaron juntos. En mayo de 1390, el Papa Bonifacio IX confirmó a Obizzo en el vicariato de Ravena por diez años y elevó su patrimonio a 1500 florines, se perdonaron las cuotas impagas y se ordenó la restitución a los da Polenta de algunas tierras fuera del área de Ravena. En el período los da Polenta se aliaron con los florentinos (con los que se estipuló un acuerdo comercial) contra los Visconti. Obizzo hizo matar a algunos nobles que eran contrarios a sus políticas y obligó a otros a exiliarse confiscando sus bienes. Obizzo y su hermano Pietro formaron un cuerpo de caballería, con el que se pusieron a sueldo de señores más poderosos. Pero ninguno de los dos logró adquirir fama de caudillo, aunque los venecianos y los marqueses de la casa de Este los tomaron a su sueldo, con el único fin de mantenerlos en la dependencia. El oportunismo político y el afán de consolidar y aumentar su poder político en la zona guiaron la actuación de Obizzo, que se presentó más como un hombre de armas que como un solícito señor de su corte, si bien prevaleció como único gobernante. Sus hermanos, incluidos importantes condotieros y conocidos luchadores de torneos como Ostasio II, Pietro y Bernardino II, murieron o fueron apartados por la fuerza del camino por Obizzo.
Mientras tanto, la supremacía de la República de Venecia se había extendido hasta Ravena y Obizzo se vio obligado a nombrar heredera a la Serenissima en caso de que sus hijos no siguieran sus directivas. Esto le dio a Venecia el derecho de deponer en la primera oportunidad al sucesor de Obizzo, Ostasio III, quien con su hijo Girolamo fue relegado a la isla de Candia en 1441, donde ambos murieron en 1447, con lo cual la familia se extinguió.

### Da Polenta y los Malatesta
Los da Polenta fueron apoyados ocasionalmente en sus aspiraciones políticas por los Malatesta de Rimini. Como era costumbre en la época, la alianza política entre las dos familias se vio reforzada por un matrimonio que terminaría en una tragedia familiar sobre la que escribió Dante Alighieri. Giovanni (Gianciotto) Malatesta, hijo de Malatesta da Verucchio, se casó con la hija de Guido Minore, Francesca (1275). Después de que Gianciotto descubriera que su esposa había estado en una relación con su hermano menor Paolo Malatesta, los mató a ambos (fecha incierta: 1283-1286). Dante inmortalizó lo sucedido en el quinto canto de su Divina comedia. Obizzo se alió en 1411 con los Malatesta y favoreció más tarde (1418) la boda de Niccolò de Este con su cuñada Parisina Malatesta.

## Lista de los señores de Ravena
- Guido da Polenta (†1310) - 1275-1310
- Lamberto I da Polenta (†1316) - 1310-1316
  - Bernardino da Polenta 1310-1316
- Guido Novello da Polenta (†1333) - 1316-1322
- Ostasio I da Polenta (†1346) - 1322-1346
  - Bernardino I da Polenta (†1359) - 1346-1359
  - Lamberto II da Polenta (†1347) - 1346-1347
  - Pandolfo da Polenta (†1347) - 1346-1347
- Guido III da Polenta (†1389) - 1359-1389
  - Azzo da Polenta - 1389-1394
  - Ostasio II da Polenta (†1396) - 1389-1396
  - Bernardino II da Polenta (†1400) - 1389-1400
  - Pietro da Polenta - 1389-1404
  - Aldobrandino da Polenta (†1406) - 1389-1405
- Obizzo da Polenta (†1431) - 1405-1431
- Ostasio III da Polenta (†1447) - 1431-1441
- A la República de Venecia - 1441